# 天空戰記
《天空戰記》（日语：天空戦記シュラト）是日本龙之子制作公司製作的一部電視動畫，於1989年4月6日至1990年1月25日期間毎週四在東京電視台播放，全38話。另有OVA作品《創世前的暗鬥》（日语：創世への暗闘）六集。
香港亞洲電視曾經播放本作TV版共36集。华语地区的其他电视台如中国大陆、台湾也分别播放过完整版本。但大陆和台湾虽同为国语地区，但播放的国语配音版本不同。大陆地区播放的国语配音版本来自香港，其人物名称和固有名词基本承袭香港亚视粤语配音版译法，在大陆国语配音版中献声的配音演员多为香港本土的资深国语配音员。随后大陆上海音像出版社发行的正版VCD亦首次同时包含国语和粤语两版配音。台湾版在翻译上与香港、大陆两版存在较大差异，如“湿婆”，台湾版直接译作“席瓦”，而香港、大陆两版本均译作“湿华”。

## 故事簡介
- TV版

秋亞人和凱在一次比武大會中失去蹤影，甦醒時、秋亞人已轉世成為天空界提婆神軍的修羅王。此時神軍副官因陀羅正密謀叛亂，並將調和神毗濕奴石化後嫁禍於秋亞人。為了解救失衡的天空界，即使遭受誤解，修羅王秋亞人和隊友們也義無反顧前往天空殿。然而阻擋他們的、竟是秋亞人的好友；性格大變的夜叉王凱。
- OVA版

藉由梵天神甲冑之力擊敗濕婆後，八部眾接獲新的指令去追查地上界異常光流的來源。此時、一個具有調和神力量的神秘人物斯克利米爾出現在秋亞人面前，在對抗的過程中八部眾亦相繼遭害；而原本已和秋亞人合體的凱竟也意外現身，這一切的背後似乎隱藏著巨大陰謀。

## 登場人物

### 主要人物
修羅王秋亞人／日高秋亞人
配音：關俊彥 / 羽村京子（少年時代）（日本）；林保全（香港）；曹冀魯（台灣）
〔神甲冑〕獅
〔武器〕三鈷杵
〔屬性〕光
〔技〕修羅魔破拳、修羅金剛魔破拳（合體技用）、修羅光破拳（OVA）
本作的主角，性格單純，跟凱是一起長大而且非常要好的朋友。身為八部眾的修羅王，他在一萬年前的阿修羅神軍動亂中喪生，後來轉世至人間，被毗濕奴招回天空界。並再次捲入了一連串的天空動亂中。
夜叉王凱／黑木凱
配音：子安武人 / 興梠里美（少年時代）（日本）；陳欣（香港）；夏治世（台灣）
〔神甲冑〕狼
〔武器〕劍
〔屬性〕風
〔技〕疾風魔狼劍、夜叉金剛障
與日高秋亞人互為彼此最要好的朋友。身為八部眾的夜叉王，他在一萬年前的阿修羅神軍動亂中喪生，後來轉世至人間，被毗濕奴招回天空界。他的性格原先相當善良與正直，非常受到週遭朋友的歡迎，成為夜叉王後性格轉變為極度凶殘，他的轉變是秋亞人一直最在意的事情。
蓬萊山的吉祥天
配音：水谷優子（日本）；樂蔚（香港）
〔神甲冑〕貓(僅設定集提到並有穿上神甲冑的插圖，動畫未採用)

### 提婆神軍
提婆（デーヴァ）神軍

#### 八部眾
天王日向
配音：堀内賢雄（日本）；黃志明（香港）
〔神甲冑〕虎
〔武器〕五節棍
〔屬性〕礦物
〔技〕天王降魔鋼、天王水晶結、天王滅魔鋼（OVA）
八部眾之一。性格相當正直，非常尊敬毗濕奴，在親眼目睹因陀羅石化毗濕奴，企圖發動叛變後，決意要解除毗濕奴的石化而與秋亞人一行人踏上了旅程。他跟龍馬是時常互相切磋的好朋友。
龍王龍馬
配音：山寺宏一（日本）；陳偉權（香港）
〔神甲冑〕龍
〔武器〕三叉戟
〔屬性〕炎
〔技〕龍王火炎戟、龍王爆炎戟（OVA）、龍王無量焰（OVA）
八部眾之一，有著八部眾最強的稱號。性格堅毅，非常尊敬毗濕奴，原先相信因陀羅的謊言，決定親手結束好朋友日向的生命。最後在秋亞人的衷心勸告下，終於相信了在自己內心中所認識的摯友，並與秋亞人一行人一同前往解除毗濕奴的石化。
迦樓羅王麗牙
配音：井上和彦（日本）；葉少榮（香港）
〔神甲冑〕鳳凰
〔武器〕金環、羽
〔屬性〕羽
〔技〕迦樓羅翼吹雪、迦樓羅靈視羽、迦樓羅翼紫嵐、迦樓羅火翼陣
八部眾之一。說話時常有點令人感到刺耳，實際上卻是個思考派的人。他發現了因陀羅企圖利用謊言讓八部眾自相殘殺的陰謀，因此決定與秋亞人一行人站在同一陣線。
緊那羅王蓮華
配音：林原惠（日本）；曾秀清（香港）
〔神甲冑〕獨角獸
〔武器〕蓮花鞭
〔屬性〕花
〔技〕那羅無雙華、那羅朱靈華
八部眾之一唯一的女性。心裡暗自喜歡因陀羅，後來得知其叛變毗濕奴的事實後仍執迷不悟。最後在與日向的一戰中不敵而戰死，後來死而復生。
比婆王ダン
配音：飛田展男 / 羽村京子（少年時代）（日本）
〔神甲冑〕犀牛
〔武器〕斧
〔屬性〕大地
〔技〕比婆激震波、比婆流砂洸
八部眾之一。是個直腸子的人，只相信自己第一次聽到的話。最後在與秋亞人的一戰中不敵而戰死，後來死而復生。
闥婆王高也（クウヤ）（声：中多和宏）
〔神甲冑〕水牛
〔武器〕寶輪
〔屬性〕水
〔技〕闥婆水雷染、闥婆水滸輪
八部眾之一，有著八部眾的軍師稱號。不僅是個頭腦派人物，而且律己甚嚴。在知道因陀羅叛變毗濕奴的事實下，最後幫助了麗牙而死，後來死而復生。
〔合體技〕獸王曼陀羅陣（四人）、八部眾三連晃（三人）

#### 神軍上層
調和神毗濕奴（配音員：島本須美）
香港譯名：蔚絲瑙　　配音員：黃小英(前半部)/龍德瓊(後半部)
幻帝密特拉
「十二羅帝」之一。

#### 幻夢眾
幻夢眾（げんむしゅう）
烏樞沙摩明王馬尤利（配音員：小杉十郎太）
〔神甲冑〕孔雀(僅設定集提到並有相關插圖，動畫未採用)
幻夢眾領袖。擅長幻術並暗中協助秋亞人一行，比秋亞人一行到達天空殿將看守的神將們中幻術而紛紛昏迷，對阿修羅神軍一役戰死。原設定擁有神甲冑，但不明原因未採用。
弁財天薩拉絲（配音員：佐佐木優子）
〔神甲冑〕鹿(僅設定集提到並有相關插圖，動畫未採用)
幻夢眾成員。擅長操縱式神多次救援秋亞人一行，看出秋亞人能拯救天空界的未來，隨即幫秋亞人以肉身擋下阿遮那韃的攻擊而身亡。原設定擁有神甲冑，但不明原因未採用。

### 阿修羅神軍
阿修羅（アスラ）神軍
破壞神濕婆（配音員：若本規夫）

#### 十二羅帝
十二羅帝（じゅうにらてい）
- 雷帝因陀羅（配音員：鈴置洋孝(日本)、曾秉輝(香港)）
- 冥帝毗羯羅（配音員：小杉十郎太）
- 日帝安底羅（配音員：小野健一）
- 月帝珊底羅（配音員：佐佐木優子）
- 火帝俱毗羅（配音員：佐佐木望）
- 地帝波夷羅（配音員：島香裕）

#### 獸牙三人眾
獸牙三人眾（じゅがさんにんしゅう）
- 不動明王阿遮那韃（配音員：松本保典）
- 降三世明王帝隸羅（配音員：土井美加）
- 軍荼利明王昆塔利尼（配音員：大瀧進矢）

〔合體技〕獸牙裂光彈

### 其他神族
創造神梵天
配音：小林清志（日本）
- 調和神斯克利米爾（スクリミール）（声：速水獎）

### 人類世界
日高勇太郎
配音：藤本譲（日本）
黑木美奈
配音：川村萬梨阿（日本）

## 製作團隊
- 原案 - 美原轟
- 系列構成 - 小山高生、関島眞頼
- 文藝擔當 - 赤堀悟
- 文藝設定協力 - ぶらざあのっぽ
- 設定擔當 - 村上憲治
- 音響擔當製作 - 正木直幸
- 錄音製作 - 葦Production
- 效果 - 庄司雅弘
- 混音 - 佐藤進
- 錄音工作室 - 整音工作室
- 人物原案 - 奧田萬里
- 片頭動畫 - 戸部敦夫
- 夏克提設計 - Ammonite、小川浩、大倉宏俊、小野隆嗣
- 機械設定 - 松尾慎
- 夏克提設計協力 - 福地仁
- 美術監督 - 新井寅雄
- 色彩設定 - 遊佐久美子
- 攝影監督 - 福田岳志
- 音樂 - 渡邊博也
- 製作人 - 江津兵太（～第26話）→清水陸夫（第27話～）（東京電視台）、小水流正勝（創通）、植田もとき（龍之子）
- 首席監督 - 西久保瑞穂
- 製作 - 東京電視台、創通、龍之子

## 主題曲
片頭曲
「SHINING SOUL」（〜第26話）
作詞 - 水谷啓二 / 作曲 - 竹沢好貴 / 編曲 - 山本健司 / 歌 - 清水咲斗子
「Truth」（第27話〜）
作詞 - 水谷啓二 / 作曲・編曲 - 渡辺博也 / 歌 - 清水咲斗子
片尾曲
「砂塵の迷図」（〜第26話）
作詞 - 水谷啓二 / 作曲 - 工藤崇 / 編曲 - 山本健司 / 歌 - 清水咲斗子
「キャラバン友情」（第27話〜）
作詞 - 工藤崇 / 作曲・編曲 - 渡辺博也 / 歌 - 清水咲斗子
插入曲
「SET THE FIRE」
作詞 - 岩里祐穂 / 作曲 - Cathey・Nobble / 編曲 - 樫原伸彦 / 歌 - 清水咲斗子
「オン・シュラ・ソワカ」
作詞 - 水谷啓二 / 作曲 - 工藤崇 / 編曲 - 工藤隆 / 歌 - 石原慎一

## 各話列表
| 話數   | 播放日期      | 日文標題 | 中文標題                     | 腳本              | 分鏡                | 演出                | 作畫監督          |
| ------ | ------------- | -------- | ---------------------------- | ----------------- | ------------------- | ------------------- | ----------------- |
| 第1話  | 1989年 4月6日 |          | 修羅王變身！                 | 小山高生          | 西久保瑞穗          | 加戶譽夫            | 工藤柾輝          |
| 第2話  | 4月13日       |          | 極大的陰謀！                 | 小山高生          | 西久保瑞穗          | 松本佳久            | 川筋豊            |
| 第3話  | 4月20日       |          | 龍王龍馬的挑戰！             | 関島眞頼          | 中田裕兒            | 中田裕兒            | 松本勝次          |
| 第4話  | 4月27日       |          | 爆發!?使光流覺醒吧！         | 遠藤明範          | 西久保瑞穗 日下直義 | 西久保瑞穗 日下直義 | 廣田正志          |
| 第5話  | 5月4日        |          | 羽毛呀！傳遞真相!!           | 渡邊誓子          | 森一浩              | 森一浩              | 中尾正樹          |
| 第6話  | 5月11日       |          | 愛與悲傷的戰爭！             | 井上敏樹          | 松本佳久            | 松本佳久            | 浜崎賢一          |
| 第7話  | 5月18日       |          | 衝破月光窟的陷阱吧！         | 関島眞頼          | 森一浩              | 日下直義            | 結城司            |
| 第8話  | 5月25日       |          | 快！往天空樹的道路           | 小山高生          | 中田裕兒            | 加戶譽夫            | 松本勝次          |
| 第9話  | 6月1日        |          | 決戰！點燃聖光吧             | 渡邊誓子          | 大庭寿太郎          | 高橋信治            | 西田寛治          |
| 第10話 | 6月8日        |          | 凱猛攻！無止境的死鬥         | 渡邊誓子          | 植田秀仁            | 日下直義            | 廣田正志          |
| 第11話 | 6月15日       |          | 悲劇的愛情戰士蓮華           | 関島眞頼          | 森一浩              | 安東信悦            | 安東信悦          |
| 第12話 | 6月29日       |          | 熱鬥！淚水中發現好友         | 遠藤明範          | 松本佳久            | 中村喜則            | 浜崎賢一          |
| 第13話 | 7月6日        |          | 逆轉！獸王曼陀羅陣           | 遠藤明範          | 山口直樹            | 岡田聡              | 松本勝次          |
| 第14話 | 7月13日       |          | 愛與恨的結果                 | 関島眞頼          | 中田裕兒            | 日下直義            | 結城司            |
| 第15話 | 7月20日       |          | 可怕的獸牙三人眾             | 渡邊誓子          | 松本佳久            | 松本佳久            | 野中みゆき        |
| 第16話 | 7月20日       |          | 絕叫！回來吉祥天             | 渡邊誓子          | 古川順康            | 村山靖              | 羽原信義          |
| 第17話 | 8月3日        |          | 妖女！紅花的恐怖             | 岸間信明          | 森一浩              | 日下直義            | 廣田正志          |
| 第18話 | 8月10日       |          | 追求消失的時光               | 小山高生          | 山口直樹            | 日下直義            | 久保田直美        |
| 第19話 | 8月17日       |          | 流淚決意！再見地上界         | 岸間信明          | 植田秀仁            | 岡田聡              | 松本勝次          |
| 第20話 | 8月24日       |          | 被搶走的必殺技               | 遠藤明範          | 中田裕兒            | 日下直義            | 結城司            |
| 第21話 | 8月31日       |          | 恐怖！神甲冑合體             | 渡邊誓子          | 立石けいすけ        | 立石けいすけ        | 野中みゆき        |
| 第22話 | 9月14日       |          | 龍馬的最後一擊！             | 渡邊誓子          | 森一浩              | 日下直義            | 廣田正志          |
| 第23話 | 9月21日       |          | 暴風雨來臨前的天空殿         | 岸間信明          | 中田裕兒            | 舛成孝二            | 沼沼エイヂ        |
| 第24話 | 9月28日       |          | 再見雷帝因陀羅               | 関島眞頼          | 植田秀仁            | 村山靖              | 高見明男          |
| 第25話 | 10月5日       |          | 悲傷的宿命！秋亞人對凱       | 小山高生          | 山口直樹            | 日下直義            | 廣田正志          |
| 第26話 | 10月19日      |          | 新的敵人阿修羅神軍！         | 遠藤明範          | 植田秀仁            | 岡田聡              | 松本勝次 堀澤聡志 |
| 第27話 | 10月26日      |          | 尋找！最強的神甲冑           | 渡邊誓子          | 安東信悦            | 日下直義            | 結城司            |
| 第28話 | 11月2日       |          | 黑暗的宿命！凱再現           | 関島眞頼          | 松本佳久            | 松本佳久            | 野中みゆき        |
| 第29話 | 11月9日       |          | 麗牙決死的反擊！             | 岸間信明          | 阿田蔓一            | 舛成孝二            | 菅沼栄治          |
| 第30話 | 11月16日      |          | 被選者的孤獨                 | 遠藤明範          | 中田裕兒            | 安東信悦            | 安東信悦          |
| 第31話 | 11月23日      |          | 燃燒吧！友情的光流           | 渡邊誓子          | 矢口勝              | 矢口勝              | 高見明男          |
| 第32話 | 11月30日      |          | 出現！梵天的神甲冑           | 関島眞頼 岸間信明 | 安東信悦 植田秀仁   | 宇田忠順 美原轟     | 安東信悦          |
| 第33話 | 12月7日       |          | 打倒！雷帝因陀羅             | 美原轟（構成）    | 總集篇              | 總集篇              | 總集篇            |
| 第34話 | 12月14日      |          | 正義或邪惡!?創造神梵天的選擇 | 小山高生 岸間信明 | 植田秀仁 松本佳久   | 松本佳久            | 西矢倉町夫        |
| 第35話 | 12月21日      |          | 最後決戰！把憎恨的拳放下     | 関島眞頼          | 中田裕兒            | 森一浩              | 加美中十三        |
| 第36話 | 12月28日      |          | 未來！越過深深黑暗           | 関島眞頼          | 西久保瑞穗          | 西久保瑞穗          | 黄瀬和哉          |
| 第37話 | 1990年 1月4日 |          | 緊急集合 最後的戰爭          | 岸間信明          | 中田裕兒            | 津田義三            | 須田正己          |
| 第38話 | 1月11日       |          | 襲擊天空界的影子 擊倒迷水吧  | 渡邊誓子          | 松本佳久            | 渡邊康治            | 鈴木滿            |
| 第39話 | 1月18日       |          | 永遠的修羅王                 | 関島眞頼          | 山口直樹            | 舛成孝二            | 菊池通隆          |
| 第40話 | 1月25日       |          | 激鬥！獸牙三人眾             | 美原轟（構成）    | 總集篇              | 總集篇              | 總集篇            |

## 播放電視台
※播放日期從1989年9月中旬 - 10月上旬期間放送（青森、石川、新廣島電視台則從1990年3月中旬 - 4月上旬期間放送），各聯播網播放日期皆相同。
| 播放地區       | 播放電視台     | 播放時間             | 聯播網                        | 備註                                                          |
| -------------- | -------------- | -------------------- | ----------------------------- | ------------------------------------------------------------- |
| 關東廣域圈     | 東京電視台     | 星期四 19:00 - 19:30 | 東京電視台系列                | 製作電視台                                                    |
| 北海道         | TV北海道       | 星期四 19:00 - 19:30 | 東京電視台系列                | 第25話開始放映。                                              |
| 愛知縣         | 愛知電視台     | 星期四 19:00 - 19:30 | 東京電視台系列                |                                                               |
| 滋賀縣         | 琵琶湖放送     | 星期四 19:00 - 19:30 | 獨立電視台                    |                                                               |
| 大阪府         | 大阪電視台     | 星期四 19:00 - 19:30 | 東京電視台系列                |                                                               |
| 奈良縣         | 奈良電視台     | 星期四 19:00 - 19:30 | 獨立電視台                    |                                                               |
| 岡山縣、香川縣 | 瀨戶內電視台   | 星期四 19:00 - 19:30 | 東京電視台系列                |                                                               |
| 青森縣         | 青森電視台     | 星期二 16:00 - 16:30 | TBS系列                       |                                                               |
| 宮城縣         | 仙台放送       | 星期五 5:58 - 6:28   | 富士電視台系列                |                                                               |
| 山形縣         | 山形放送       | 星期四 17:30 - 18:00 | 日本電視台系列 朝日電視台系列 |                                                               |
| 福島縣         | 福島電視台     | 星期日 10:30 - 11:00 | 富士電視台系列                |                                                               |
| 新潟縣         | 新潟電視台     | 星期一 17:00 - 17:30 | 日本電視台系列                | 1989年9月改為星期三 17:00 - 17:30期間放映。                   |
| 長野縣         | 長野放送       | 星期日 6:00 - 6:30   | 富士電視台系列                |                                                               |
| 靜岡縣         | 靜岡縣民電視台 | 星期日 6:00 - 6:30   | 朝日電視台系列                | 現為：靜岡朝日電視台。                                        |
| 石川縣         | 石川電視台     | 星期四 16:10 - 16:40 | 富士電視台系列                | 1989年10月22日從網路開始。 最初於星期日 6:00 - 6:30進行放送。 |
| 岐阜縣         | 岐阜放送       | 星期二 19:30 - 20:00 | 獨立電視台                    |                                                               |
| 三重縣         | 三重電視台     | 星期四 17:00 - 17:30 | 獨立電視台                    |                                                               |
| 和歌山縣       | 和歌山電視台   | 星期三 17:00 - 17:30 | 獨立電視台                    |                                                               |
| 廣島縣         | 新廣島電視台   | 星期一 16:30 - 17:00 | 富士電視台系列                |                                                               |
| 長崎縣         | 長崎放送       | 星期四 17:30 - 18:00 | TBS系列                       |                                                               |
| 大分縣         | 大分放送       | 星期一 17:00 - 17:30 | TBS系列                       |                                                               |

## OVA
1. （1989年12月15日發售）
2. （1989年12月15日發售）
3. （1990年2月23日發售）
4. （1990年2月23日發售）
5. （1990年4月24日發售）
6. （1990年4月24日發售）

1. （1991年9月16日發售）
2. （1991年10月16日發售）
3. （1991年11月21日發售）
4. （1991年12月21日發售）
5. （1992年1月21日發售）
6. （1992年3月16日發售）

主題曲
片頭曲「Keep Your Pure Love」
作詞 - 水谷啓二 / 作曲 - 樫原伸彦 / 編曲 - 渡辺博也 / 歌 - 清水咲斗子
片尾曲「ガラスの少年」
作詞 - 水谷啓二 / 作曲 - 樫原伸彦 / 編曲 - 渡辺博也 / 歌 - 清水咲斗子
插入曲
「風を見る」
作詞 - 中嶋慶子 / 作曲 - 本多省二 / 編曲 - 岸本友彦 / 歌 - 林原めぐみ
「TOKYO MURASAKI」
作詞 - 中嶋慶子 / 作曲 - 本多省二 / 編曲 - 岸本友彦 / 歌 - 林原めぐみ

## 盒式磁帶
動畫卡帶收集（Animate Cassette Collection）系列。

## CD
- 天空戦記シュラト Celestial warrious Battle for Genesis (OVA《天空戰記 創世前的暗鬥》錄音帶)
- (角色歌曲集)
- (原聲帶+迷你廣播劇)
- (原聲帶)
- (廣播劇CD)
- (廣播劇CD)
- (廣播劇CD)

## 相關書籍

### 小說
- 赤堀悟（著）　奥田万つ里（封面插圖） / 沢田翔（插畫）※ENIX文庫版[注 1]
  - ENIX文庫（ENIX〈現：SQUARE ENIX〉）
    - （1989年12月發售、ISBN 4-90-052721-1）
    - （1990年3月發售、ISBN 4-90-052730-0）
    - （1990年5月發售、ISBN 4-90-052732-7）
    - （1990年8月發售、ISBN 4-90-052743-2）
    - （1990年12月發售、ISBN 4-90-052754-8）
    - （1991年3月發售、ISBN 4-90-052758-0）
    - （1991年6月發售、ISBN 4-90-052760-2）

  - 角川Sneaker文庫（角川書店） - 上述ENIX版的再版。
    - （1995年9月發售、ISBN 4-04-412712-3）
    - （1995年9月發售、ISBN 4-04-412713-1）
    - （1995年10月發售、ISBN 4-04-412714-X）
    - （1995年12月發售、ISBN 4-04-412715-8）
    - （1996年1月發售、ISBN 4-04-412717-4）
    - （1996年7月發售、ISBN 4-04-412719-0）
- 關島真賴（著）出版社：ENIX
  - （1991年11月發售、ISBN 4-90-052781-5）
  - （1992年3月發售、ISBN 4-90-052793-9）

### 漫畫
- 河本ひろし（作画） 美原轟（原案）出版社：少年画報社
  - （1990年1月發售、ISBN 4-78-594636-9）
  - （1990年8月發售、ISBN 4-78-594644-X）

於《月刊少年Comic》上連載的漫畫版。